# Nuferi (pictură de Monet)
Nuferi este o pictură în ulei pe pânză realizată în 1919 de pictorul francez Claude Monet, făcând parte din seriile sale de picturi cu nuferi. Pictura, panoul din stânga al unei perechi mari, descrie o scenă din iazul francez al lui Monet, care arată lumina care se reflectă pe apa cu nuferi la suprafață. Este expus în Metropolitan Museum of Art din New York.
Una dintre picturile mari ale lui Monet, arată frumusețea apusului care se reflectă pe apă. În 1919, Claude Monet era un bărbat în vârstă care pictase deja de aproape 70 de ani, iar seria sa de nuferi a apărut într-o perioadă în care picta în principal nuferi în iazul, podul iazului și grădina sa.